# Кубок Лівану з футболу 2015—2016
Кубок Лівану з футболу 2015—2016 — 44-й розіграш головного кубкового футбольного турніру у Лівані. Титул володаря кубка вп'яте здобув Неджмех.

## Календар
| Раунд        | Дата                          | Матчі | Клуби   |
| ------------ | ----------------------------- | ----- | ------- |
| Перший раунд | 16 жовтня 2015 - 3 січня 2016 | 7     | 26 → 19 |
| Другий раунд | 9-13 січня 2016               | 3     | 19 → 16 |
| 1/8 фіналу   | 22-24 січня 2016              | 8     | 16 → 8  |
| 1/4 фіналу   | 30-31 січня 2016              | 4     | 8 → 4   |
| 1/4 фіналу   | 30-31 травня 2016             | 2     | 4 → 2   |
| Фінал        | 5 червня 2016                 | 1     | 2 → 1   |

## 1/8 фіналу
| Команда 1        | Рахунок | Команда 2                     |
| ---------------- | ------- | ----------------------------- |
| 22 січня 2016    |         |                               |
| Шабаб Аль-Газіех | 0:2 дч  | Аль-Егтмааей (Триполі)        |
| 23 січня 2016    |         |                               |
| Хекмех           | 1:7     | Аль-Ансар                     |
| Амал Маарка (2)  | 0:1     | Шабаб Аль-Сахель              |
| 24 січня 2016    |         |                               |
| Триполі          | 2:0     | Аль-Акхаа Аль-Ахлі (Алей) (2) |
| Неджмех          | 2:1     | Салам (Згарта)                |
| Аль-Іслах (2)    | 2:4     | Сафа Бейрут                   |
| Набі Шеет        | 0:2     | Аль-Ахед                      |
| Расинг (Бейрут)  | 5:0     | Аль-Ахлі (Набатія) (2)        |

## 1/4 фіналу
| Команда 1       | Рахунок         | Команда 2              |
| --------------- | --------------- | ---------------------- |
| 30 січня 2016   |                 |                        |
| Расинг (Бейрут) | 1:1 дч пен. 2:3 | Аль-Егтмааей (Триполі) |
| Неджмех         | 1:1 дч пен. 4:2 | Триполі                |
| 31 січня 2016   |                 |                        |
| Аль-Ансар       | 2:0             | Сафа Бейрут            |
| Аль-Ахед        | 3:1             | Шабаб Аль-Сахель       |

## 1/2 фіналу
| Команда 1      | Рахунок | Команда 2              |
| -------------- | ------- | ---------------------- |
| 30 травня 2016 |         |                        |
| Аль-Ансар      | 1:2     | Аль-Ахед               |
| 31 травня 2016 |         |                        |
| Неджмех        | 2:0     | Аль-Егтмааей (Триполі) |

## Фінал
| 5 червня 2016 16:45 (EEST) |

| Неджмех | 0:0 дч   | Аль-Ахед |
| ------- | -------- | -------- |
|         | Протокол |          |

| Бурж Хаммуд, Бейрут |

|  |     | Пенальті |
|  | 5:4 |          |